# Xuân Tiên
Xuân Tiên (tên đầy đủ: Phạm Xuân Tiên; 28 tháng 1 năm 1921 – 2 tháng 6 năm 2023) là một nhạc sĩ có nhiều đóng góp cho nền tân nhạc Việt Nam, hoạt động âm nhạc từ thời kỳ tiền chiến đến sau năm 1975. Ngoài sáng tác nhiều bản nhạc có giá trị được nhiều người yêu thích như "Khúc hát ân tình", "Mong chờ", "Về dưới mái nhà", "Duyên tình",... thì ông còn có khả năng chơi 25 loại nhạc cụ, đồng thời cải tiến và sáng tạo một số nhạc cụ mới.

## Tiểu sử
Ông sinh tại Hà Nội, có cha là Phạm Xuân Trang là một nhạc sĩ. Nhà ông có sáu anh em, trong đó anh trai ông là nhạc sĩ Xuân Lôi. Năm 6 tuổi, ông bắt đầu học âm nhạc Trung Hoa với cha và sau này học nhạc phương Tây với người anh cả. Cũng năm lên 6, ông đã đánh được đàn mandoline. Năm lên 10, ông còn được cha thuê người dạy tuồng và nhạc cải lương.
Trước khi trở thành nhạc sĩ, ông cùng anh trai Xuân Lôi còn là thành viên của Gánh xiếc Long Tiên với những màn trình diễn đu lượn, sau khi Gánh xiếc tan rã, ông cùng anh trai trở thành những nhạc công có tiếng.
Thời gian ban đầu khi còn ở miền Bắc, ông chơi chủ yếu là các loại kèn sáo phương Tây. Cuối năm 1942, ông cùng anh trai là nhạc sĩ Xuân Lôi theo gánh cải lương Tố Như vào miền Nam trình diễn, ở Sài Gòn và lục tỉnh. Trong quá trình đi trình diễn nhạc và sinh sống ở nhiều miền, ông đã thu thập được kiến thức về các loại hình âm nhạc của ba miền. Ông còn tìm hiểu về nhạc của Lào và Campuchia.
Năm 1952, khi tình hình chính trị ở miền Bắc Việt Nam trở nên hết sức căng thẳng, cả gia đình ông di cư vào Sài Gòn kiếm sống bằng nghề nhạc theo lời mời của nhạc sĩ Ngọc Bích, người quản lý biểu diễn ở Cinema Văn Cầm (địa chỉ: 675 đại lộ Trần Hưng Đạo, Sài Gòn).
Giai đoạn từ năm 1944 đến năm 1975, ông điều khiển nhiều dàn nhạc nổi tiếng từ Bắc vào Nam: dàn nhạc Hà Nội (1944 – 1946), Nam Định (1951 – 1952) và các đài phát thanh tại Sài Gòn gồm Pháp Á, Sài Gòn, Mẹ Việt Nam và Đài Tiếng nói Quân Đội trong thời kỳ 1952 – 1975. Ngày 15 tháng 9 năm 1971, ông thoát chết trong vụ đánh bom phòng trà Tự Do gây bởi các thành phần đối lập chính trị.
Thời kỳ trước sự kiện 30 tháng 4 năm 1975, gia đình ông cư ngụ tại khu Khánh Hội, thuộc quận Tư của Sài Gòn. Sau sự kiện năm 1975, Xuân Tiên cùng một số nhạc sĩ đi học cải tạo xong thì phải lập thành một ban nhạc để cộng tác với đoàn kịch nói Kim Cương, được 5 năm thì về cộng tác với đoàn cải lương Hồ Quảng Minh Tơ khoảng một năm. Sau đó, ông về làm cho một phòng trà vài tháng, đến năm 1986 thì được bảo lãnh sang Úc. 10 năm đầu ông sống tại thủ đô Canberra, làm nghề sửa chữa kèn, sáo, sau chuyển về khu Cabramatta ở ngoại ô Sydney.
Năm 2021, nhạc sĩ Xuân Tiên cho ra cuốn hồi ký Những mẩu chuyện giữa hai thế kỷ của nhạc sĩ Xuân Tiên. Từ tháng 5 năm 2018, ông vào an dưỡng tại tại Viện dưỡng lão Australian Vietnamese Aged Care Services (AVACS) ở khu Smithfield – một khu cũng ở ngoại ô Sydney, thuộc Hội đồng thành phố Fairfield. Ông qua đời ngày 2 tháng 6 năm 2023, hưởng thọ 102 tuổi.
Sinh thời ông chăm chỉ rèn luyện thể chất. Thời còn ở Hà Nội, ông học võ Việt Nam và quyền Anh, đến dịp theo đoàn Tố Như vào Nam thì học võ Thiếu Lâm. Thường ngày thì ông tập luyện kéo tay.
Ông qua đời vào ngày 2 tháng 6 năm 2023, hưởng thọ 102 tuổi.

## Sự nghiệp

### Cải tiến, sáng tạo nhạc cụ
Xuân Tiên có khả năng chơi 25 loại nhạc cụ, cả phương Đông lẫn phương Tây. Ông có thể sử dụng hầu hết các nhạc cụ cổ truyền Việt Nam, Thái Lan, Lào và Campuchia.
Sáo tre vốn dĩ chỉ có sáu lỗ. Năm 1950, Xuân Tiên đã cùng Xuân Lôi cải tiến loại nhạc cụ này thành hai loại là 10 lỗ và 13 lỗ có khả năng chơi được nhiều âm giai khác nhau. Người chơi sáo 10 lỗ cần dùng 10 ngón tay và có thể chơi tất cả những bán cung, vì thế sáo không bị giới hạn trong bất cứ âm giai nào. Sáo 13 lỗ dùng để tạo ra những âm thanh thấp hơn khi cần. Hiện hai loại sáo này đang được trưng bày tại Musée de l'Homme, Paris, Pháp.
Năm 1976, lúc còn ở Việt Nam, ông chế tác cây đàn 60 dây chơi được tất cả âm giai. Tiếng đàn tương tự tiếng đàn tranh nhưng mạnh và chắc hơn.
Năm 1980, ông cải tiến cây đàn bầu cổ truyền với thân đàn làm từ trái bầu dài làm hộp khuếch âm. Đàn này đã nhiều lần được đem đi triển lãm ở Úc, thường được gọi là đàn bầu Xuân Tiên.

### Sáng tác ca khúc
Xuân Tiên sáng tác ca khúc từ trước năm 1945, tức là thuộc lứa nhạc sĩ thời kỳ tiền chiến, với các ca khúc như "Chờ một kiếp mai" viết chung với Ngọc Bích và "Trên kiếp hoa" (1939 – 1942). Ông chủ trương đào sâu vào nhạc Việt, dùng kỹ thuật và nhịp điệu phương Tây nhằm cải tiến và làm giàu nền nhạc của mình. Ông cũng chú trọng giai điệu của bài hát, thường sử dụng âm hưởng lạc quan yêu đời, ca ngợi quê hương dân tộc và nếu có buồn thì cũng chỉ là chớm buồn. Ông cho rằng quan trọng nhất là sáng tác phải "hoàn toàn không giống ai". Tuy vậy, điều này không có nghĩa là ông chỉ viết về nhạc vui. Ông cũng có những bài hát mang sắc thái nhớ nhung về một mối tình xa xưa, về nỗi mất mát trong đời, hay một quá khứ vàng son không trở lại như "Chờ một kiếp mai", "Hận Đồ Bàn", "Xa quê hương",... Những bài này được viết bằng một loại ngôn ngữ gợi cảm, xa vắng và cất cánh với những âm điệu, tiết tấu rất cân phương và hoàn chỉnh. 
Xuân Tiên nhận xét rằng đa số các ca khúc của mình mang âm hưởng miền Bắc và miền Trung Việt Nam, chỉ có một số ít là miền Nam như "Cùng một mái nhà", "Khúc nhạc đồng xanh" hay "Đất Việt". Bài hát nổi tiếng nhất của ông là "Khúc hát ân tình" (trong tờ nhạc còn được chú thích một nhan đề khác là "Tình Bắc duyên Nam") được sáng tác sau Hiệp định Genève 1954 trong bối cảnh nhiều người dân miền Bắc di cư vào Nam sinh sống. Bài hát kêu gọi mọi người dù là từ miền nào thì cũng hãy sống thân ái với nhau, đồng thời cũng ngợi ca tình yêu không phân biệt Bắc – Nam. "Hận Đồ Bàn" là bài hát mà ông đặt mình vào địa vị một người dân Chăm-pa, có nội dung ai oán về sự kiện kinh đô Đồ Bàn của nước Chăm-pa bị quân Đại Việt phá hủy vào năm 1471. Đầu thập niên 1970, bài này từng bị Tổng thống Việt Nam Cộng hòa Nguyễn Văn Thiệu ra lệnh cấm biểu diễn công khai do ông tin rằng bài hát có "tác động siêu nhiên thâm hiểm có thể dẫn đến sự sụp đổ của nền cộng hòa". Ca sĩ Chế Linh (người Chăm) hát bài này cũng nhân đó mà bị cấm biểu diễn công khai.
Cả sự nghiệp ông có gần 200 ca khúc. Ông có hai tập nhạc đã xuất bản, đầu tiên là Duyên tình (năm 2000) gồm toàn bộ sáng tác của ông trước năm 1975 và thứ hai là Dâng nắng (năm 2007) gồm 16 bài. Về sách nhạc, ông có các cuốn như Phương pháp tự học sáo trúc, Kỹ thuật sử dụng kèn saxo và Phương pháp tự học đàn cò (nhị), đàn gáo (nhị hồ).
Năm 2006, Xuân Tiên cùng với hai nhạc sĩ Thanh Sơn và Nguyễn Ánh 9 được vinh danh trong chương trình Paris By Night 83 – Những khúc hát ân tình vì đã có những đóng góp giá trị đối với nền tân nhạc Việt Nam. Trong chương trình này, ông đệm sáo cho nữ ca sĩ Hoàng Oanh hát nhạc phẩm "Mong chờ" – bài hát điệu Slow Rock cung La thứ nhịp 4/4 mà ông sáng tác khoảng giữa thập niên 1950. Bài này ông diễn tả mối xúc cảm sau một đêm ngồi tâm sự cùng cô ca sĩ của Đài phát thanh Huế trên chiếc thuyền trôi trên sông Hương, nhân một dịp ông cùng đoàn văn nghệ ra Huế biểu diễn. 

### Làm thơ
Xuân Tiên còn có tập thơ Trên kiếp hoa được Nhà xuất bản Ba Vì in ở Canada năm 1997.

## Tác quyền bài hát "Duyên tình"
Ca khúc "Duyên tình" tuy được ký tên chung là "Xuân Tiên & Y Vân" nhưng theo Xuân Tiên thì toàn bộ nhạc và lời đều của ông. Việc ký tên chung là do Xuân Tiên nhờ Y Vân bán hộ bài này nhưng nhà xuất bản yêu cầu phải ký tên chung để Y Vân lĩnh tiền về; do là chỗ bạn bè với Y Vân nên Xuân Tiên đồng ý. Về phía gia đình Y Vân, nhạc sĩ Y Vũ (em trai của Y Vân) khẳng định "Duyên tình" là tác phẩm do Xuân Tiên và Y Vân viết chung, và rằng hai ông không chỉ là đồng tác giả của "Duyên tình" mà còn viết chung bài hát "Về dưới mái nhà". Bà Trần Thị Minh Lâm (vợ Y Vân) cho hay rằng trong nhà bà "ai cũng biết đó là nhạc phẩm của Y Vân" và sau khi nhạc sĩ Y Vân qua đời thì "nhiều hãng băng đĩa đã phát hành bản nhạc này và họ cũng chỉ ghi một tên tác giả là Y Vân". Nhà bà không có bản gốc của bài "Duyên tình" nên không rõ liệu có tác giả thứ hai hay không, nhưng sau khi tham vấn nhạc sĩ Thanh Sơn và ca sĩ Ngọc Cẩm thì nhà bà được biết bài này là của Y Vân. Vợ Y Vân cho phóng viên báo Thanh Niên xem danh sách 92 ca khúc Y Vân do Cục Bản quyền Việt Nam cấp tại Hà Nội ngày 30 tháng 9 năm 1995 (sau khi nhạc sĩ Y Vân đã qua đời), trong đó ghi "Duyên tình" là của Y Vân, còn "Về dưới mái nhà" và "Đường đi lối về" là sáng tác chung với Xuân Tiên. Cũng theo tờ Thanh Niên, sau khi đăng tải bài báo này, có độc giả đã mang bản nhạc được cho là bản gốc tới tòa soạn, trong đó ghi rõ bài "Duyên tình" là "nhạc Xuân Tiên, lời Y Vân". Kiểm chứng tờ nhạc "Duyên tình" do Nhà xuất bản Diên Hồng (địa chỉ: đại lộ Lê Lợi, quận Nhứt, đô thành Sài Gòn) giữ bản quyền niên khoá 1959 – 1960 cho thấy, trên tờ nhạc ghi bài "Duyên tình" có "nhạc: Xuân Tiên, lời: Y Vân".

## Danh mục ca khúc
- Chờ anh bên đồi
- Chờ anh em nhé[29] (nhạc Xuân Tiên, lời Nhật Bằng)
- Chờ một kiếp mai (nhạc Xuân Tiên, lời Ngọc Bích)
- Cung sầu
- Cùng một mái nhà (nhạc Xuân Tiên, lời Nhật Bằng)
- Dâng nắng
- Duyên tình (Xuân Tiên & Y Vân)
- Đất Việt
- Đêm trăng mơ
- Đón mùa xuân mới
- Đường đi lối về (Xuân Tiên & Y Vân)
- Đường lên non
- Giọt lệ sông Hương
- Hận Đồ Bàn
- Hoài vọng
- Hồn tha hương
- Lòng người xa quê
- Lửa ấm
- Lửa rừng (nhạc Xuân Tiên, lời Thanh Nam)
- Khói mây
- Khúc hát ân tình (nhạc Xuân Tiên, lời Song Hương)
- Khúc hoan ca
- Khúc nhạc đồng xanh
- Mây chiều
- Mong chờ[30]
- Mộng vàng
- Mơ bóng người xưa
- Mùa lá vàng
- Ngát hương thanh bình
- Ngày đầu năm
- Ngõ xưa
- Nguồn sống bao la (Xuân Tiên & Thy Vân)
- Nhắn mây
- Nhắn bạn (Xuân Tiên & Nhật Bằng)
- Nhịp sống vui
- Những người tôi thương
- Sầu thu
- Tiếng bình minh
- Tiếng hát đường xa
- Tiếng hát trong sương
- Tiếng trống trong rừng sâu
- Tiếng vọng tâm hồn
- Tìm trăng đô thị
- Tình và gió
- Tình viễn khơi
- Trăm năm hạnh phúc
- Trăng khuya (Xuân Tiên & Y Vân)
- Trên kiếp hoa
- Trung Thu
- Vần thương
- Về dưới mái nhà (nhạc Xuân Tiên & lời Y Vân)
- Vương vấn
- Xa quê hương (nhạc Xuân Tiên, lời Đan Thọ)
- Xuân muôn thuở
- Xuân qua
- Xuân tự do